# Schlangenbad
Schlangenbad é um município da Alemanha, situado no distrito de Rheingau-Taunus, no estado de Hesse. Tem 36,55 km² de área, e sua população em 2019 foi estimada em 6.461 habitantes.